# James Wong Howe

James Wong Howe em 1969.

James Wong Howe (Taishan (China), 28 de agosto de 1899 – Hollywood, 12 de julho de 1976) foi um diretor de fotografia nos Estados Unidos.
Nascido em Taishan, cidade atualmente da província chinesa de Guangzhou, mudou-se com os pais para os Estados Unidos. Participou em mais de 130 filmes. Perfeccionista, foi indicado nove vezes para o Oscar de melhor fotografia, vencendo duas vezes: A Rosa Tatuada de 1956 e Hud de 1964.
Sepultado no Westwood Village Memorial Park Cemetery.